# Laricitrine
La laricitrine est un composé organique de la famille des flavonols O-méthylés, un type de flavonoïde. Il est présent dans les variétés de raisin rouge (mais pas dans les variétés blanches) et dans les myrtilles des marais (Vaccinium uliginosum). C'est l'un des composés phénoliques présents dans le vin.

## Métabolisme
La laricitrine est formée à partir de la myricétine par l'action de l'enzyme myricétine O-méthyltransférase. Elle est ensuite méthymée par l'action de la laricitrine 5'-O-méthyltransférase en syringétine.

## Hétérosides
Comme la plupart des flavonols, la laricitrine est présente dans la nature sous forme d'hétérosides. On peut citer notamment:
- la laricitrine 3-O-galactoside, présente dans le raisin[2];
- la laricitrine 3-glucoside présente dans le mélèze de Sibérie (Larix sibirica)[6];
- la laricitrinz 3,5’-di-O-β-glucopyranoside, présente dans la luzerne du littoral (Medicago littoralis)[7].